# Ryż z jabłkami
Ryż z jabłkami – słodkie danie jarskie na bazie ryżu i jabłek, jedna z form leguminy.
Potrawę przygotowuje się z ugotowanego w wodzie z mlekiem i masłem ryżu (w szczególności nadaje się odmiana originario), który po wystudzeniu miesza się z masą jajową, a następnie umieszcza w piekarniku, poukładany warstwami z pokrojonymi w plastry jabłkami (ryż stanowić powinien pierwszą i ostatnią warstwę). Owoce wcześniej miesza się z cukrem i przyprawami (cynamonem lub cukrem waniliowym). Całość, przed zapiekaniem, zalewa się śmietaną. Danie serwowane jest ze śmietaną i cukrem.
Sto gramów ryżu z jabłkami zawiera około 30 gramów węglowodanów.
Oprócz wersji domowej potrawa oferowana jest na rynku, jako produkt przemysłowy instant.